# Polydesmus herzogowinensis
Polydesmus herzogowinensis är en mångfotingart som beskrevs av Karl Wilhelm Verhoeff 1897. Polydesmus herzogowinensis ingår i släktet Polydesmus och familjen plattdubbelfotingar. Inga underarter finns listade i Catalogue of Life.